# Forcipiger
Forcipiger ist eine artenarme, nur drei einander stark ähnelnde Arten umfassende Gattung der Falterfische (Chaetodontidae). Die Gattung hat das größte Verbreitungsgebiet aller Falterfischgattungen. Es reicht vom Roten Meer und der Ostküste Afrikas über den gesamten tropischen Indischen Ozean und Pazifik bis zur südlichen Baja California, den Revillagigedo- und Galápagos-Inseln und der Pazifikküste Panamas. Die nördliche Grenze ihres Verbreitungsgebietes liegt an den Küsten des südlichen Japan, bei den Ogasawara-Inseln und Hawaii, im Süden kommen sie noch bei der Lord-Howe-Insel vor.

## Merkmale
Die drei Arten werden 17 bis 22 Zentimeter lang, sind hochrückig und von gelber Grundfarbe. Die Oberseite des Kopfes ist dunkel, bei Forcipiger flavissimus schwarz, die Unterseite weiß. Rücken- und Afterflossen sind gelb mit hellblauen Rändern. Forcipiger flavissimus und Forcipiger longirostris bilden in einigen Regionen, vor allem im Pazifik, melanistische, braune oder schwarze Morphen. Die Schnauze ist sehr lang ausgezogen, länger als bei Chelmon, was den Fischen den deutschen Trivialnamen Pinzettfische gab. Forcipiger flavissimus und Forcipiger longirostris tragen einen kleinen Augenfleck im oberen, weichstrahligen Teil der Afterflosse. Forcipiger gilt als Schwestergruppe einer gemeinsamen Klade von Hemitaurichthys, Johnrandallia und den Wimpelfischen (Heniochus).

## Lebensweise
Ausgewachsene Forcipiger sind territorial und leben solitär oder paarweise in Korallen- und Felsriffen. Forcipiger-Arten ernähren sich von kleinen wirbellosen Tieren, die sie mit ihren langen Schnauzen aus dichten Korallenstöcken und Felsspalten ziehen können. Sie fressen auch die Ambulakralfüßchen der Seeigel, die sie geschickt zwischen den Stacheln herauspicken, oder die Kiemen der Vielborster (Polychaeta). Die postlarvalen Jugendformen sind relativ groß, was wahrscheinlich auf eine lange, pelagische Larvenphase zurückzuführen ist.

## Arten
- Gelber Masken-Pinzettfisch (Forcipiger flavissimus) (Typusart); Jordan & McGregor, 1898.
- Langmaul-Pinzettfisch (Forcipiger longirostris) (Broussonet, 1782). Hat ein längeres Maul und weniger Rückenflossenstacheln als Forcipiger flavissimus.
- Forcipiger wanai Allen, Erdmann & Jones Sbrocco, 2012